# Namibia Premiership 2024-2025
La Namibia Premiership 2024-2025 è la 3ª edizione della massima divisione del campionato namibiano di calcio. Il campionato è iniziato il 29 novembre 2024 ed è terminato il 14 giugno 2025.
L'African Stars era la squadra campione in carica, avendo vinto il suo secondo titolo nazionale nella stagione 2023-2024, e si è riconfermato vincendo il suo terzo campionato.

## Stagione

### Novità
Dalla stagione precedente sono state retrocesse Orlando Pirates, Life Fighters e Okakarara Young Warriors. Al loro posto dalla First Division sono state promosse le vincenti dei tre gironi: KK Palace per il girone nordovest, Cuca Tops nel girone nordest e Blue Boys dal girone sud.

### Formula
Le 16 squadre partecipanti giocano un girone all'italiana con partite di andata e ritorno, per un totale di 30 giornate. Al termine della stagione, la prima classificata è campione di Namibia e si qualifica per la CAF Champions League 2025-2026. Le ultime tre classificate vengono invece retrocesse in First Division.

## Squadre partecipanti
| Squadra             | Città       | Stagione precedente |
| ------------------- | ----------- | ------------------- |
| African Stars       | Windhoek    | Campione di Namibia |
| Blue Boys           | Swakopmund  | First Division      |
| Blue Waters         | Walvis Bay  | 9° in Premiership   |
| Civics              | Windhoek    | 12° in Premiership  |
| Cuca Tops           | Rundu       | First Division      |
| Eeshoke Chula Chula | Eenhana     | 5° in Premiership   |
| Julinho Sporting    | Rundu       | 13° in Premiership  |
| Khomas Nampol       | Windhoek    | 3° in Premiership   |
| KK Palace           | Ondangwa    | First Division      |
| Mighty Gunners      | Otjiwarongo | 6° in Premiership   |
| Okahandja United    | Okahandja   | 8° in Premiership   |
| Ongos               | Windhoek    | 2° in Premiership   |
| Young Africans      | Gobabis     | 10° in Premiership  |
| Young Brazilians    | Karasburg   | 11° in Premiership  |
| UNAM                | Windhoek    | 4° in Premiership   |
| Utd Africa Tigers   | Windhoek    | 7° in Premiership   |

## Classifica
|                    | Pos. | Squadra             | Pt | G  | V  | N  | P  | GF | GS | DR  |
| ------------------ | ---- | ------------------- | -- | -- | -- | -- | -- | -- | -- | --- |
| Namibia (bandiera) | 1.   | African Stars       | 58 | 30 | 16 | 10 | 4  | 47 | 25 | +22 |
|                    | 2.   | Young Africans      | 54 | 30 | 13 | 15 | 2  | 34 | 19 | +15 |
|                    | 3.   | Khomas Nampol       | 51 | 30 | 14 | 9  | 7  | 48 | 31 | +17 |
|                    | 4.   | Ongos               | 50 | 30 | 13 | 11 | 6  | 36 | 22 | +14 |
|                    | 5.   | Mighty Gunners      | 49 | 30 | 11 | 16 | 3  | 35 | 27 | +8  |
|                    | 6.   | UNAM                | 45 | 30 | 11 | 12 | 7  | 32 | 23 | +9  |
|                    | 7.   | Eeshoke Chula Chula | 45 | 30 | 10 | 15 | 5  | 26 | 22 | +4  |
|                    | 8.   | KK Palace           | 43 | 30 | 10 | 13 | 7  | 31 | 23 | +8  |
|                    | 9.   | Blue Waters         | 43 | 30 | 10 | 13 | 7  | 30 | 24 | +6  |
|                    | 10.  | Civics              | 36 | 30 | 8  | 12 | 10 | 31 | 32 | -1  |
|                    | 11.  | Utd Africa Tigers   | 34 | 30 | 8  | 10 | 12 | 33 | 37 | -4  |
|                    | 12.  | Okahandja United    | 34 | 30 | 10 | 4  | 16 | 31 | 38 | -7  |
|                    | 13.  | Julinho Sporting    | 32 | 30 | 6  | 14 | 10 | 27 | 31 | -4  |
|                    | 14.  | Young Brazilians    | 23 | 30 | 5  | 8  | 17 | 30 | 54 | -24 |
|                    | 15.  | Blue Boys           | 22 | 30 | 3  | 13 | 14 | 20 | 40 | -20 |
|                    | 16.  | Cuca Tops           | 10 | 30 | 1  | 7  | 22 | 12 | 55 | -43 |

Legenda
      Campione di Namibia' e ammessa alla CAF Champions League 2025-2026.
      Retrocessa in First Division 2025-2026.
Note:
Tre punti a vittoria, uno a pareggio, zero a sconfitta.